# Asdrubale Barca
Asdrubale Barca (in punico: 𐤏𐤆𐤓𐤁𐤏𐤋; Cartagine, 245 a.C. – Metauro, 22 giugno 207 a.C.) è stato un generale cartaginese della famiglia dei Barcidi, fratello di Annibale.

## Biografia

### Gioventù
Poco è conosciuto della gioventù di Asdrubale, il cui nome, in punico 'zrb'l significa "Il mio soccorso è Baal." Sappiamo però che era presente, col fratello Annibale, quando il loro padre, Amilcare teneva sotto assedio la città di Helike (probabilmente l'attuale Elche de la Sierra).
Amilcare in quell'occasione, obbligato a prendere la fuga, muore annegato nell'attraversamento del fiume Júcar.

### Attività militare

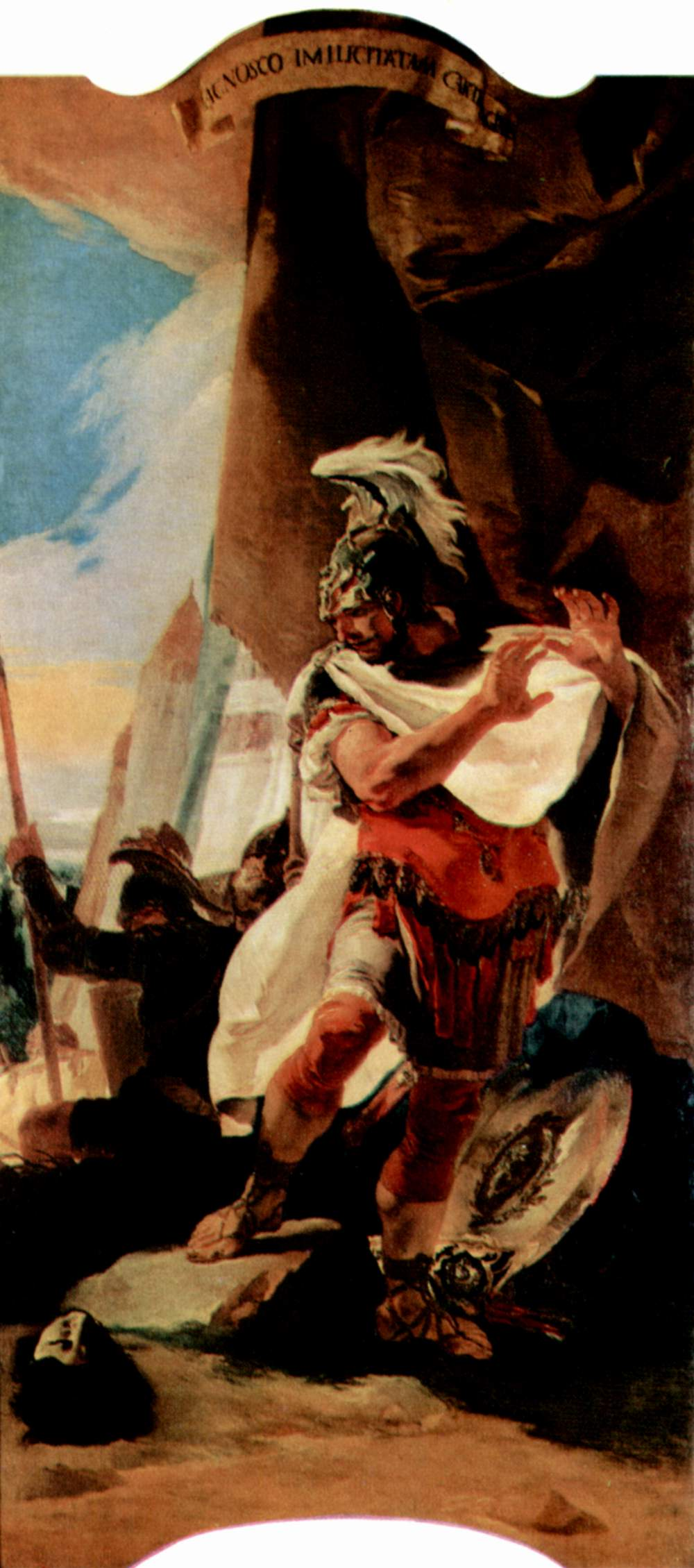
Annibale ritrova il capo mozzato del fratello Asdrubale ucciso dai Romani, affresco di Giambattista Tiepolo, 1725-1730 ca, Vienna, Kunsthistorisches Museum.

Quando il fratello Annibale partì per la guerra in Italia, gli lasciò il comando della provincia e dell'armata spagnola, rafforzandone il suo contingente militare con reparti africani costituiti da 11.850 fanti, 300 Liguri, 500 soldati delle Baleari, cavalieri libifenici (stirpe mista di Cartaginesi e Africani), 450 Numidi, 800 Mauri, una piccola schiera di Ilergeti e 300 cavalieri spagnoli, oltre a 21 elefanti. Gli diede anche una flotta composta da 50 quinqueremi, 5 triremi e 2 quadriremi, anche se quelle in pieno assetto da guerra, complete quindi di rematori, erano solo 32 quinqueremi e le 5 triremi.
Asdrubale partecipa poi alla Seconda guerra punica e comanda truppe cartaginesi in Spagna dal 218 a.C. in poi, cercando di arrestare la devastante avanzata romana. Subì una serie di rovesci negli anni successivi, come ad esempio presso Dertosa, a Iliturgi (nei pressi della moderna Mengíbar), a Munda o ad Orongi, prima di ricevere l'aiuto di Massinissa, re dei Numidi, riuscendo così a battere nel 212 a.C. i due Scipioni,  Publio Cornelio Scipione e suo fratello Gneo Cornelio Scipione Calvo. La Spagna sarebbe potuta cadere allora nelle mani dei Cartaginesi se un cavaliere romano di nome Lucio Marzio non avesse colto due vittorie contro i capi cartaginesi, figli di Asdrubale Giscone e Magone.
L'arrivo di Scipione l'Africano nel 211 a.C. è seguito da un mutamento della situazione di Asdrubale in Spagna. Nel 208 a.C., Scipione affronta Asdrubale a Baecula (oggi Santo Tomé) e lo vince nella Battaglia di Baecula. Ciò non impedì tuttavia ad Asdrubale di reclutare un esercito imponente, anche proveniente dall'Africa, per raggiungere suo fratello Annibale, poiché a Cartagine riponevano in questo piano ogni speranza di vittoria.
Nel 207 a.C. raggiunge il fratello in Italia con potenti rinforzi. Dopo aver oltrepassato le Alpi, prova ad assediare Piacenza ma senza successo. Mentre riprende la via verso il Bruttium dove si trova Annibale, è bloccato dall'esercito romano. I due consoli Gaio Claudio Nerone e Marco Livio Salinatore, si erano congiunti con i loro due eserciti dopo che Claudio Nerone aveva deciso di lasciare la sua provincia mettendosi all'inseguimento di Annibale. Questo secondo esercito consolare doveva essere condotto in modo surrettizio per sorprendere Asdrubale. Questi però scopre il tranello e tenta di fuggire con il suo esercito ma è raggiunto vicino al fiume Metauro, nelle Marche. La battaglia che ne segue, la battaglia del Metauro, rappresenta una vittoria romana di grande rilevanza. Secondo Tito Livio, 56 000 Cartaginesi furono uccisi e tra loro Asdrubale. I vincitori gli mozzarono la testa e la gettarono davanti al campo fortificato di Annibale.